# IC 3870
IC 3870 ist eine Galaxie vom Hubble-Typ E? im Sternbild Coma Berenices am Nordsternhimmel. Sie ist schätzungsweise 1,3 Milliarden Lichtjahre von der Milchstraße entfernt und hat einen Durchmesser von etwa 165.000 Lichtjahren. Vom Sonnensystem aus entfernt sich die Galaxie mit einer errechneten Radialgeschwindigkeit von näherungsweise 29.000 Kilometern pro Sekunde.
Im selben Himmelsareal befinden sich unter anderem die Galaxien IC 3875, IC 3880, IC 3882, PGC 1668404.
Das Objekt wurde am 27. Januar 1904 von Max Wolf  entdeckt.